# Monywa
Monywa (birman : မုံရွာ ; MLCTS=mum rwa) est une ville de la Région de Sagaing, en Birmanie. Elle se trouve à 136 km au Nord-Ouest de Mandalay, sur la rive orientale de la Chindwin. Elle est desservie par la ligne ferroviaire Mandalay-Budalin, mais est facilement accessible par autobus depuis Mandalay, la route étant en bon état.
Monywa est un important centre de négoce pour les produits agricoles de la vallée de la Chindwin, particulièrement les haricots, les oranges, les lentilles et les blocs de sucre de palme (Jaggery). L'industrie locale produit aussi du coton, de la farine, des nouilles et des huiles alimentaires. Les saucisses d'Alon, nommées wet udaunk, sont un mets populaire et les longyis de Budalin sont connus pour leurs motifs et leur solidité. Les couvertures de coton brut de Monywa sont vendues dans toute la Birmanie, et certaines sont même transformées en sac à dos pour touristes à Bangkok. On produit aussi des objets traditionnels en bambou et en roseau, des chars à bœufs et des outils agricoles. Le village de Kyaukka est fameux pour ses objets usuels en laque.

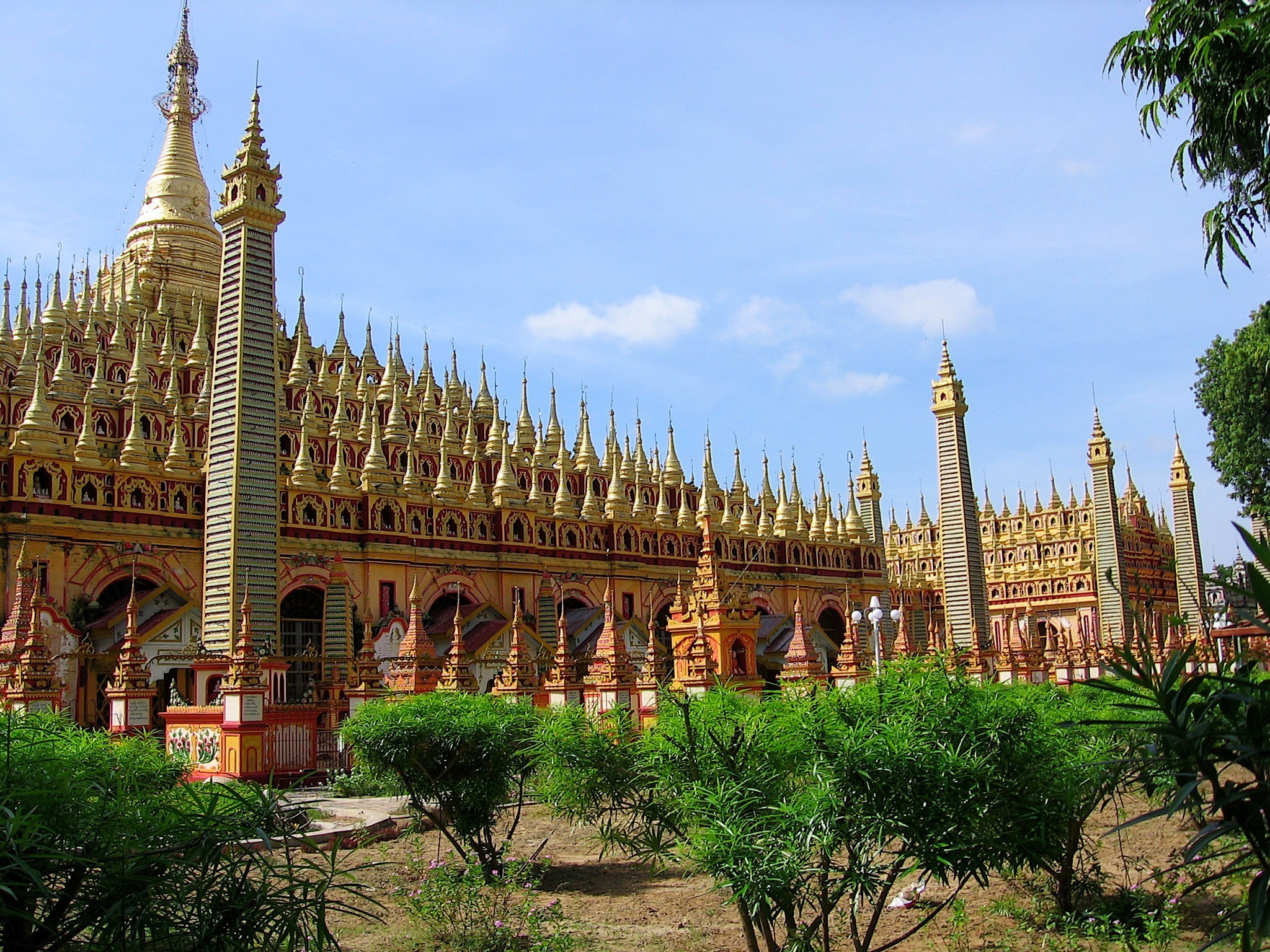
Pagode Mohnyin Thambuddhei

Les produits indiens de marché noir, particulièrement les pièces détachées de bicyclettes et les saris, passent par Monywa avant d'être vendus ailleurs en Birmanie.

## Histoire

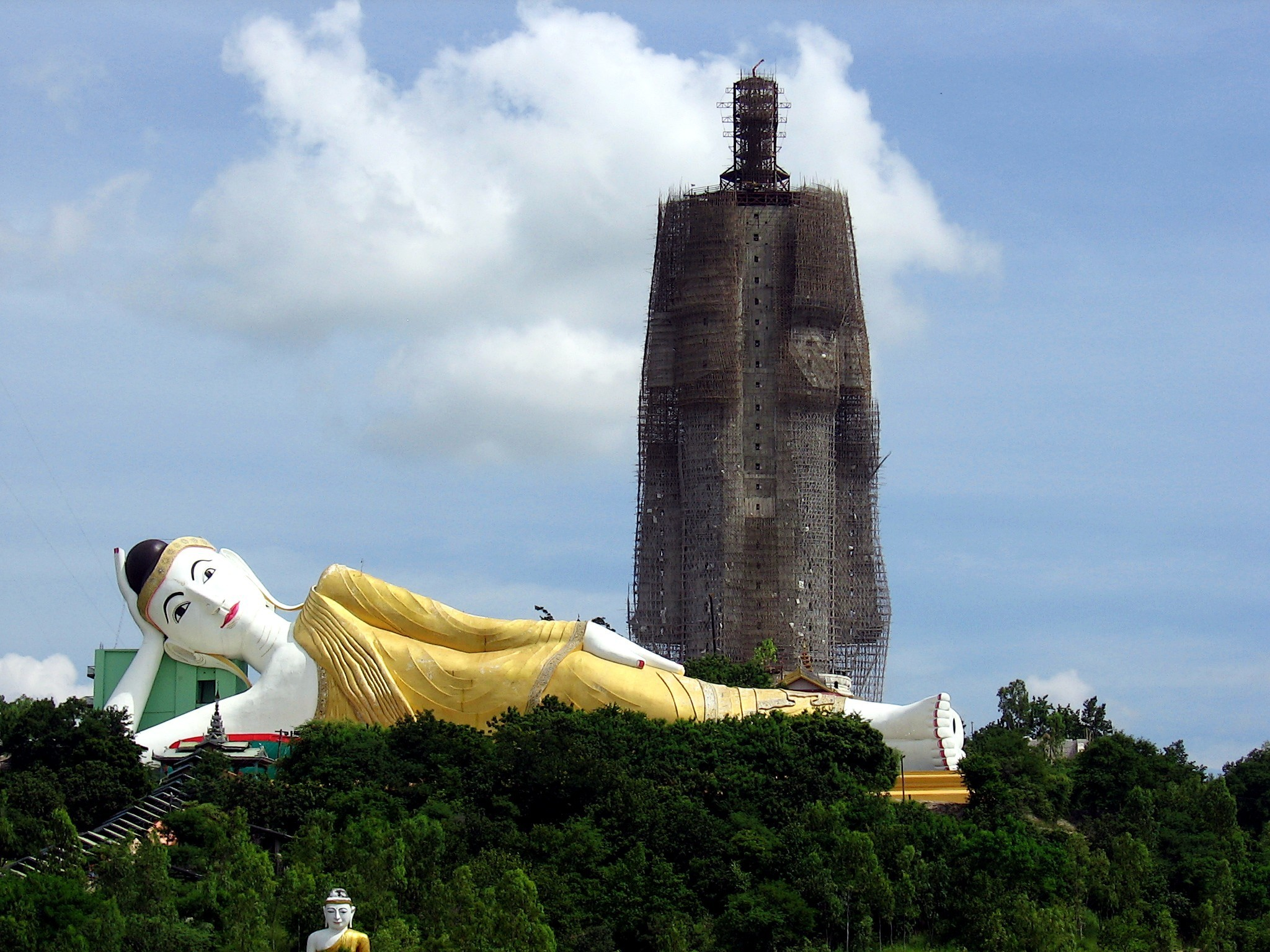
Bouddha en construction, 2006

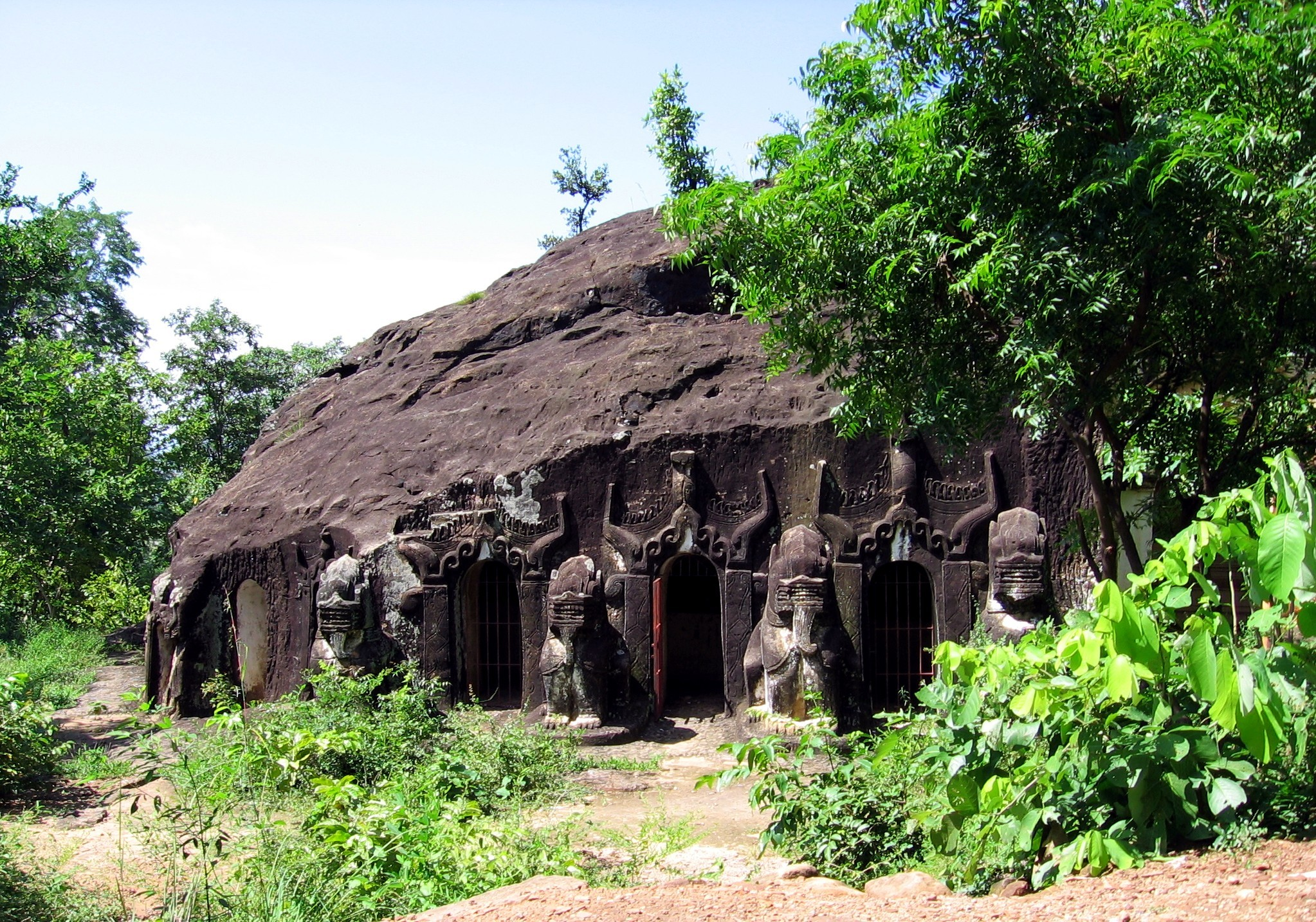
Entrée d'une des grottes de Hpo win

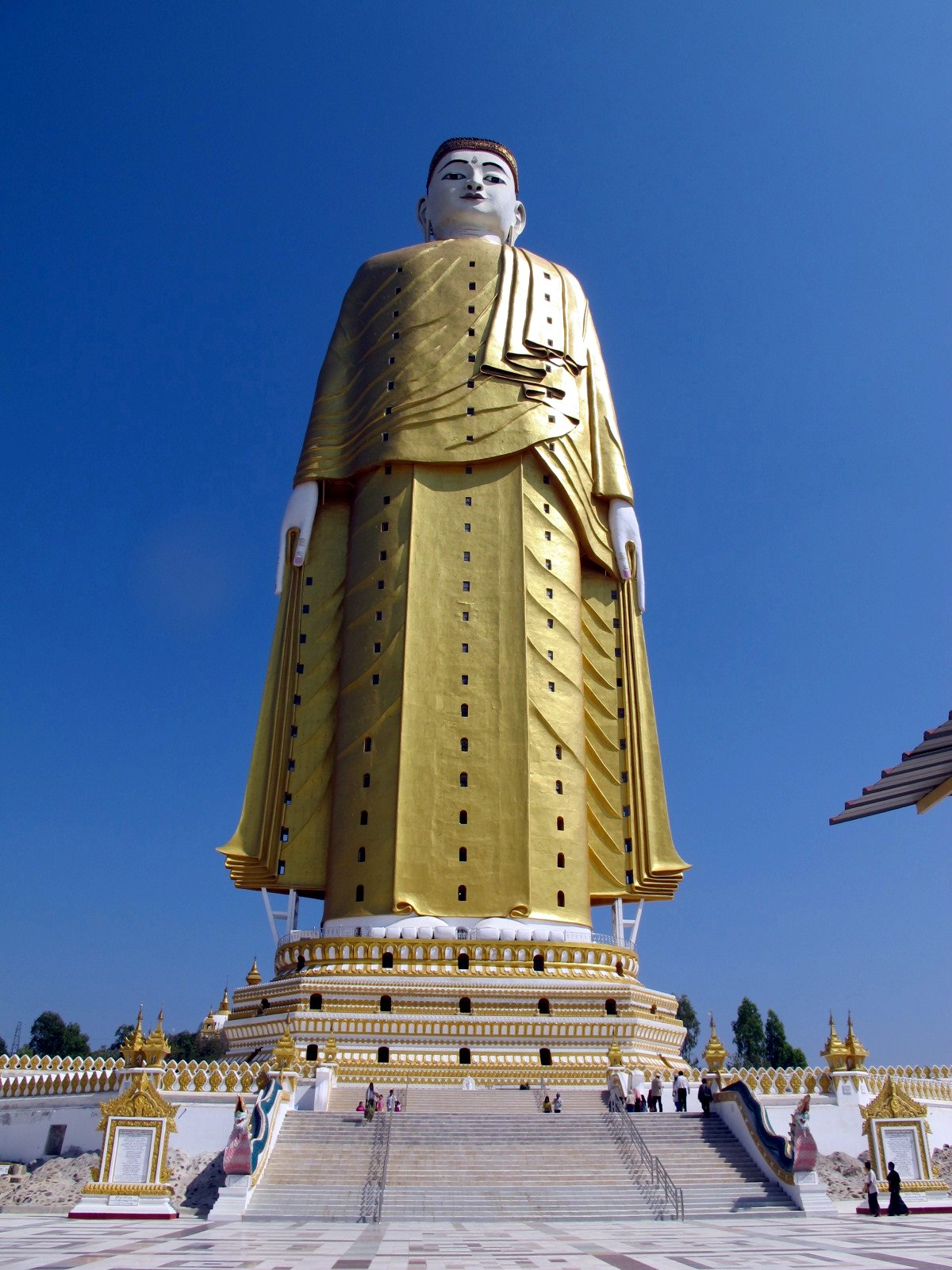
Bouddha debout, 2011

Le centre du Parti communiste birman (BCP) a longtemps été situé en face de la ville, à l'ouest de la Chindwin. Bien que le BCP ne soit plus actif, la présence de l'armée birmane dans la région reste très importante.

## Tourisme
Le tourisme est peu développé à Monywa, en dépit des potentialités :
- La principale attraction est le Mohnyin Thambuddhei Paya, un temple bouddhiste possédant un très grand stûpa ressemblant à celui de Borobudur (en Indonésie). Il remonte à 1303, mais a été reconstruit en 1939. Il contiendrait plus de 500 000 images du Bouddha. Un Bouddha de 90 m est allongé sur une colline avoisinante, tandis que la construction d'un Bouddha debout de 167 m a été achevée en 2008.
- Plus anciennes, les grottes bouddhiques de Hpo win méritent également la visite : aménagées à partir du XVe siècle, elles sont au nombre de 492 et abriteraient 2 600 statues.

Monywa possède plusieurs établissements d'enseignement supérieur, dont une université.